# Chapelle seigneuriale de Favières
La chapelle seigneuriale de Favières est une chapelle située à Brecé, dans le département français de la Mayenne.

## Description
La chapelle est située dans la propriété d'une personne privée au sud-est du bourg de Brecé, lieu-dit La Favière, dans l’enceinte de la seigneurie de Favières datant du XIIe siècle.

## Historique
La chapelle a fait l’objet d’une inscription au titre des monuments historiques depuis le 29 octobre 1991.
Sont également protégées à ce titre la maison forte et les douves.